# 金ジャンディ
金 ジャンディ（キム ジャンディ、朝: 김잔디、英: Kim Jan-Di、 1991年6月15日 - ）は、韓国・全羅南道出身の柔道選手。階級は57kg級。身長163cm。現在は楊州市庁に所属。中国語圏では｢金珍迪｣と表記される場合もあるが、本来は漢字表記の存在しない名前である。

## 経歴
2010年のワールドカップ・ウランバートル57kg級でシニアの国際大会初優勝を飾ったが、アジア大会では決勝で日本の松本薫と対戦するも有効で敗れた。2011年のワールドマスターズでは準決勝でポルトガルのテルマ・モンテイロに判定で敗れるも3位に入った。アジア選手権の個人戦決勝では日本の佐藤愛子に指導3で敗れると、団体戦では準決勝で佐藤に指導2で敗れた。ユニバーシアードでは決勝で日本の石川慈に有効で敗れた。ワールドカップ・ウランバートルでは2連覇を果たした。2012年のアジア選手権では個人戦準決勝で日本の山本杏に判定で敗れると、団体戦でも準決勝で山本に判定で敗れた。ロンドンオリンピックでは3回戦でイタリアのジュリア・クインタバレに一本負けを喫した。2013年のアジア選手権の個人戦決勝では石川の横四方固で敗れると、団体戦の準決勝では宇高菜絵に指導2で敗れた。東アジア大会では優勝を飾った。2014年に地元の仁川で開催されたアジア大会では個人戦決勝で山本に崩袈裟固で敗れると、団体戦決勝でも山本の縦四方固で敗れて2位に終わった。2015年のアジア選手権では準決勝で台湾の連珍羚に指導1で敗れて3位にとどまると、団体戦では決勝で日本の玉置桃に指導2で敗れて2位だった。地元の光州で開催されたユニバーシアードの個人戦では3位になると、団体戦では決勝で山本の一本背負投で敗れて2位となった。世界選手権には2010年以来4度目の出場となり、今回初めて3回戦まで進んだがアメリカのマルティ・マロイの技ありで敗れた。グランドスラム・アブダビでは決勝で台湾の連珍羚を破ってグランドスラム大会初優勝を飾り、地元のグランプリ・チェジュでも優勝した。しかし、2016年のリオデジャネイロオリンピックでは2回戦でこの階級で金メダルを獲得した地元ブラジルのラファエラ・シルバの前に敗れた。

## 主な戦績
- 2009年 - ワールドカップ・ウランバートル　3位
- 2009年 - ワールドカップ・スウォン　2位
- 2010年 - ワールドマスターズ　5位
- 2010年 - 東アジア選手権　2位
- 2010年 - ワールドカップ・ウランバートル　優勝
- 2010年 - ワールドカップ・タシュケント　優勝
- 2010年 - アジア大会　2位
- 2010年 - ワールドカップ・スウォン　3位
- 2011年 - ワールドマスターズ　3位
- 2011年 - アジア選手権　個人戦　2位　団体戦　3位
- 2011年 - ユニバーシアード　2位
- 2011年 - ワールドカップ・ウランバートル　優勝
- 2011年 - ワールドカップ・チェジュ　2位
- 2011年 - グランドスラム・東京　5位
- 2011年 - グランプリ・青島 優勝
- 2012年 - ワールドカップ・ブダペスト　3位
- 2012年 - アジア選手権　個人戦　3位　団体戦　3位
- 2013年 - グランプリ・デュッセルドルフ　3位
- 2013年 - アジア選手権　個人戦　2位　団体戦　3位
- 2013年 - グランプリ・ウランバートル 2位
- 2013年 - 東アジア大会　優勝
- 2014年 - アジア大会　個人戦　2位　団体戦　2位
- 2015年 - ヨーロッパオープン・プラハ　3位
- 2015年 - アジア選手権　個人戦　3位　団体戦　2位
- 2015年 - ユニバーシアード　個人戦　3位　団体戦　2位
- 2015年 - アジアオープン・台北 優勝
- 2015年 - グランプリ・タシュケント 優勝
- 2015年 - グランドスラム・アブダビ 優勝
- 2015年 - グランプリ・チェジュ 優勝
- 2016年 -　グランドスラム・パリ　優勝
- 2016年 - グランプリ・デュッセルドルフ　5位
- 2016年 - アジア選手権　2位
- 2016年 -　ワールドマスターズ　3位
- 2018年 -　グランプリ・アンタルヤ　2位
- 2019年 - アジアパシフィック柔道選手権　団体戦　2位
- 2019年 - グランプリ・タシュケント　3位
- 2019年 -　グランドスラム・アブダビ　3位

(出典、JudoInside.com)